# Helius mesolineatus
Helius mesolineatus är en tvåvingeart som beskrevs av Alexander 1962. Helius mesolineatus ingår i släktet Helius och familjen småharkrankar. Inga underarter finns listade i Catalogue of Life.